# Centrale idroelettrica Taccani
La centrale idroelettrica Alessandro Taccani è una centrale idroelettrica di proprietà dell'Enel situata a Trezzo sull'Adda su una sponda del fiume Adda.
L'impianto dispone di sei alternatori per una potenza complessiva generata di 10,5 MW. L'edificio progettato da Gaetano Moretti è un esempio di architettura eclettica per la compresenza di un linguaggio modernista e una forte connotazione di gusto neoromanico.

## Storia
Nel 1894 l'industriale Cristoforo Benigno Crespi, (1833-1920), titolare di una celebre industria cotoniera e fondatore del villaggio di Crespi d'Adda, acquistò il promontorio di Trezzo con l'intento di costruire una centrale idroelettrica per la produzione di energia elettrica vicino al suo cotonificio.
Ottenuta la concessione per lo sfruttamento delle acque, Benigno Crespi costituì la "Società Anonima per le Forze Idrauliche di Trezzo sull'Adda". Il 7 febbraio 1903 acquisì dai fratelli Rolla, titolari di un opificio situato sul promontorio, un'ulteriore concessione. La filanda "Rolla" già dal 1892 faceva uso di due gallerie sotterranee per azionare una turbina.
Gli studi preliminari, eseguiti in parte nel 1897 dallo stesso progettista del villaggio industriale, l'ingegnere Pietro Brunati, prevedevano un impianto di dimensioni minori rispetto a quello poi realizzato.
La realizzazione fu affidata a Gaetano Moretti (1860-1938), architetto e illustre esponente di una corrente ispirata al Modernismo, mentre il direttore tecnico fu Adolfo Covi (ingegnere), aiutato da Alessandro Taccani e Oreste Simonatti. Una delle direttive date dal Crespi era che l'impianto fosse ben inserito da un punto di vista ambientale e non contrastasse con i resti del castello visconteo. La scelta del materiale da costruzione cadde su una tipologia di puddinga nota come "ceppo dell'Adda".
Moretti progettò un edificio centrale e due ali di lunghezza diversa in uno stile liberty riprendente però forme medievali. Al centro è posta la sala comandi mentre nelle ali laterali si trovano la sala macchine e le turbine.

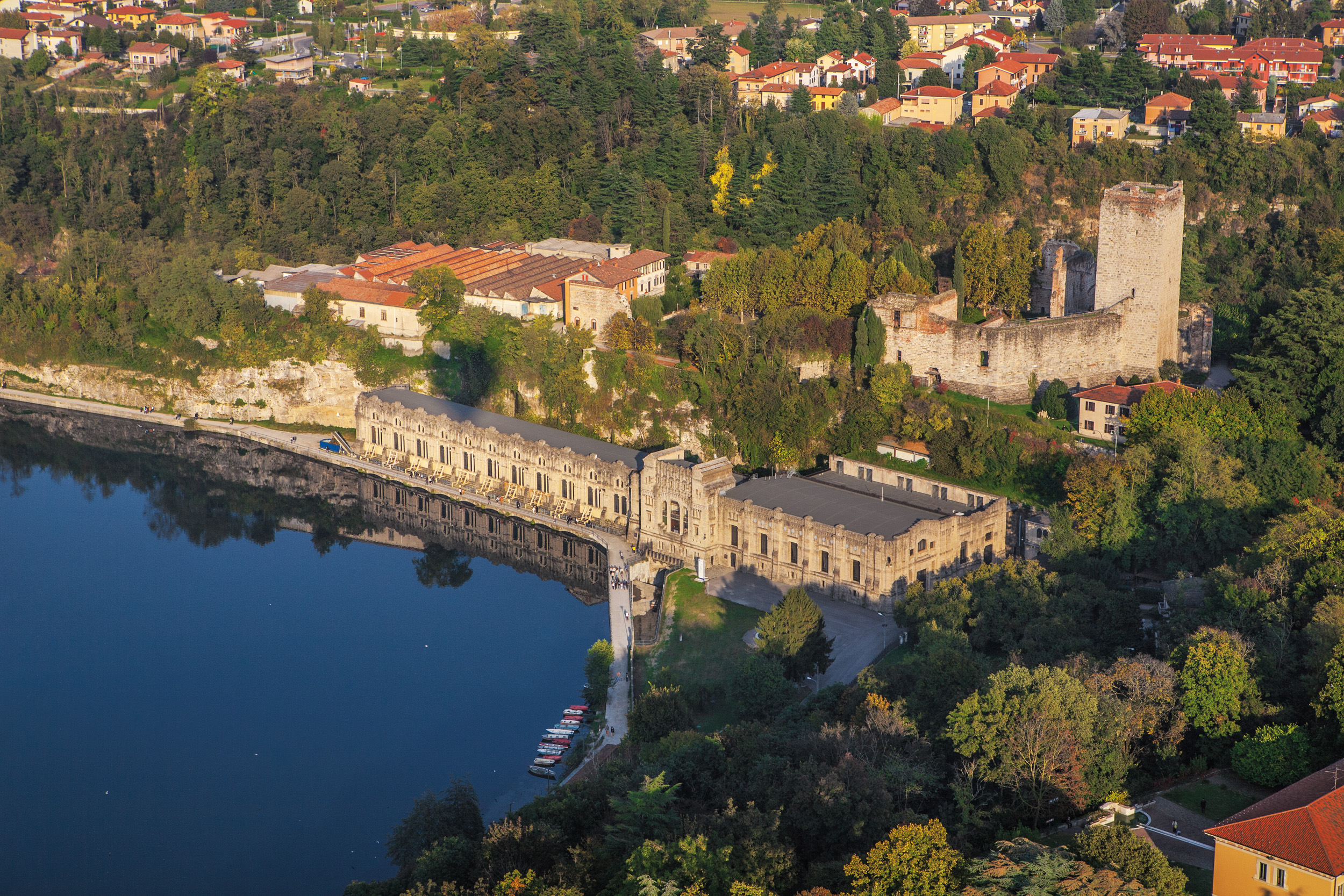
Centrale Taccani dall'alto
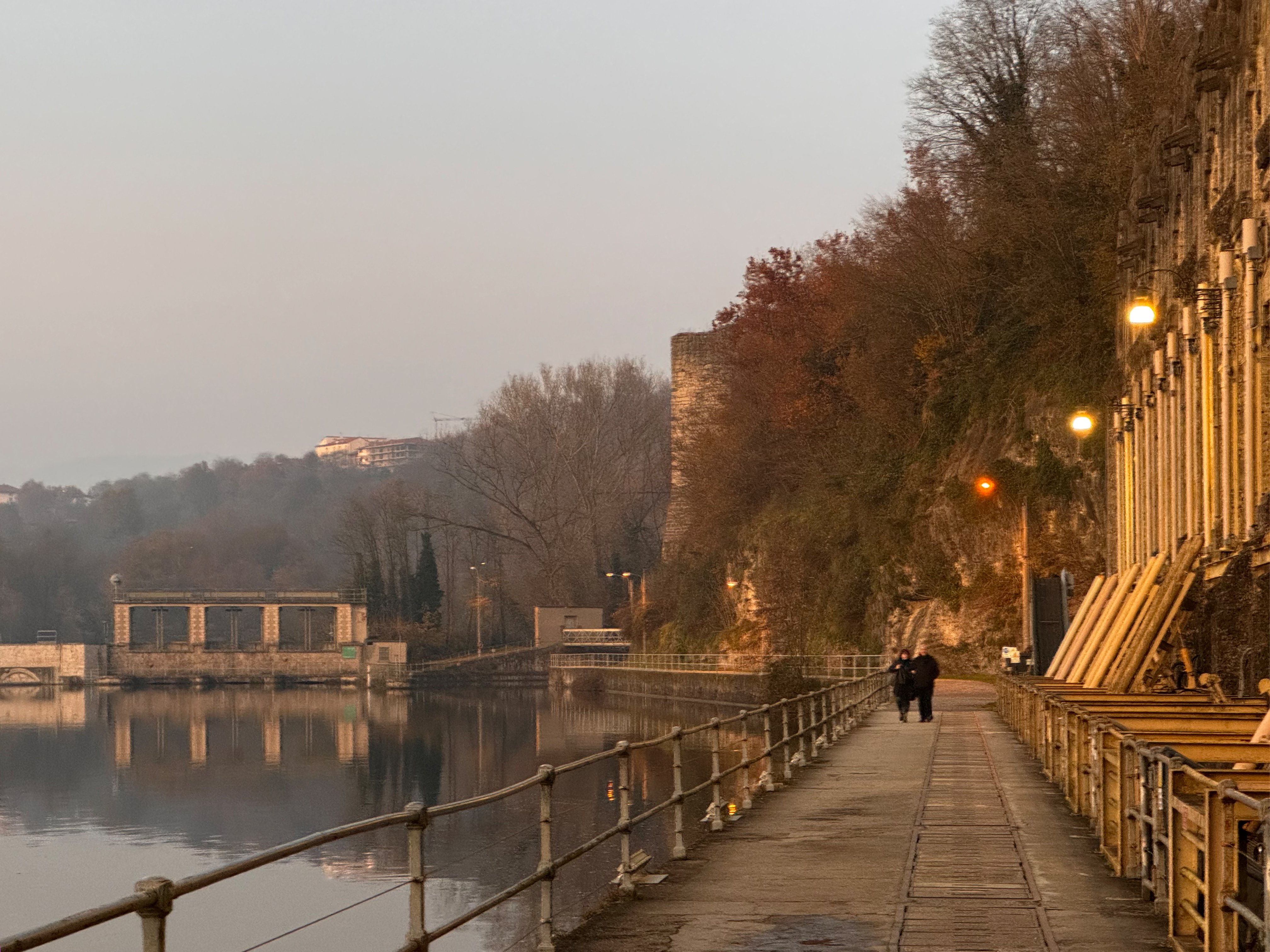
Bacino dell'Adda e centrale
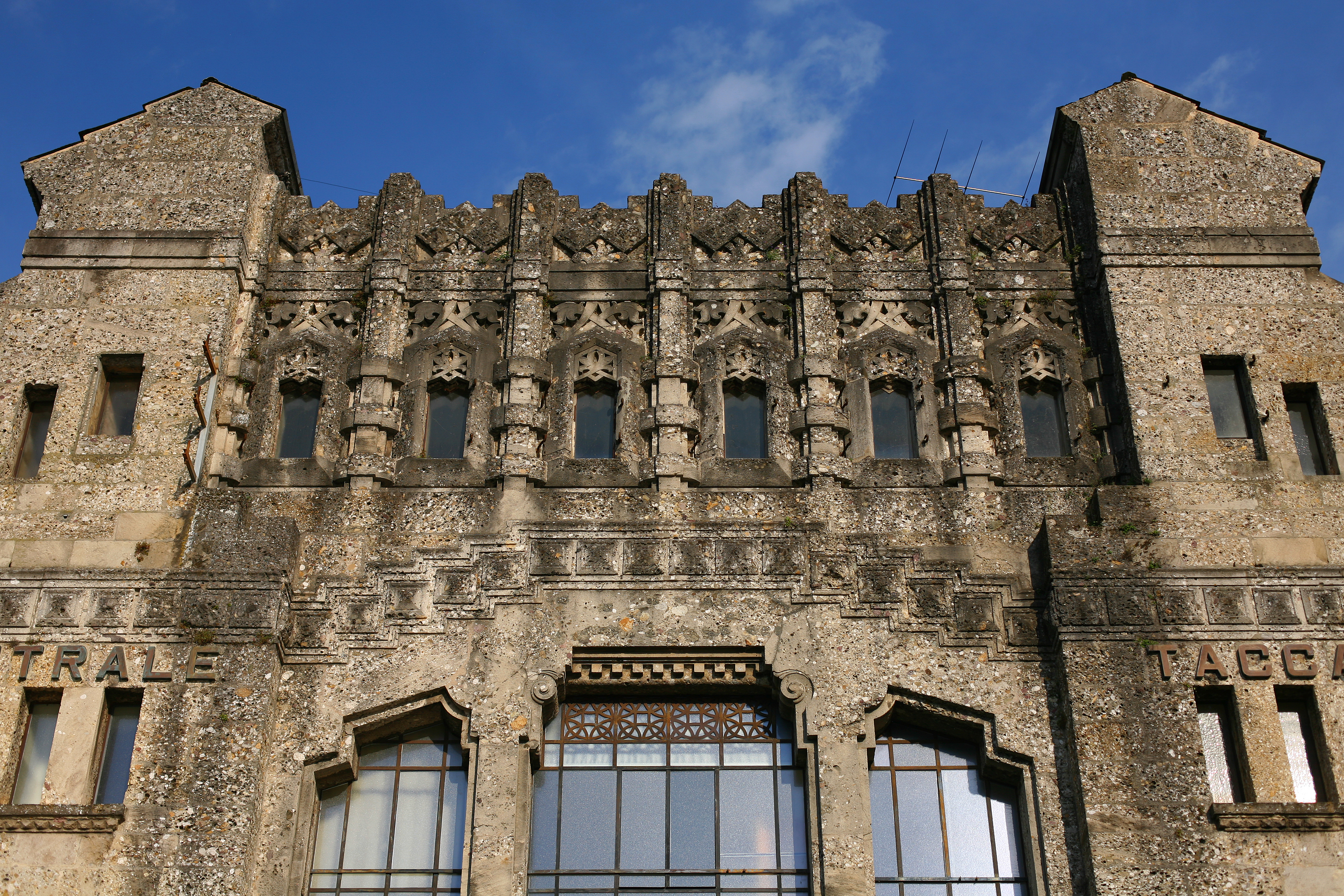
Veduta prospettica di sezione della facciata
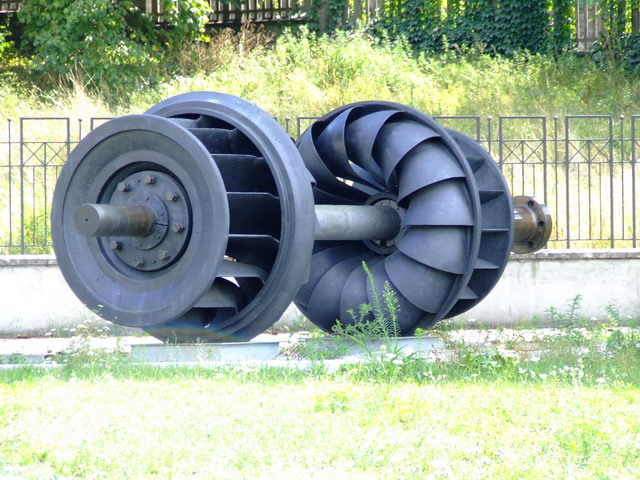
Turbina di vecchia generazione della Centrale Taccani
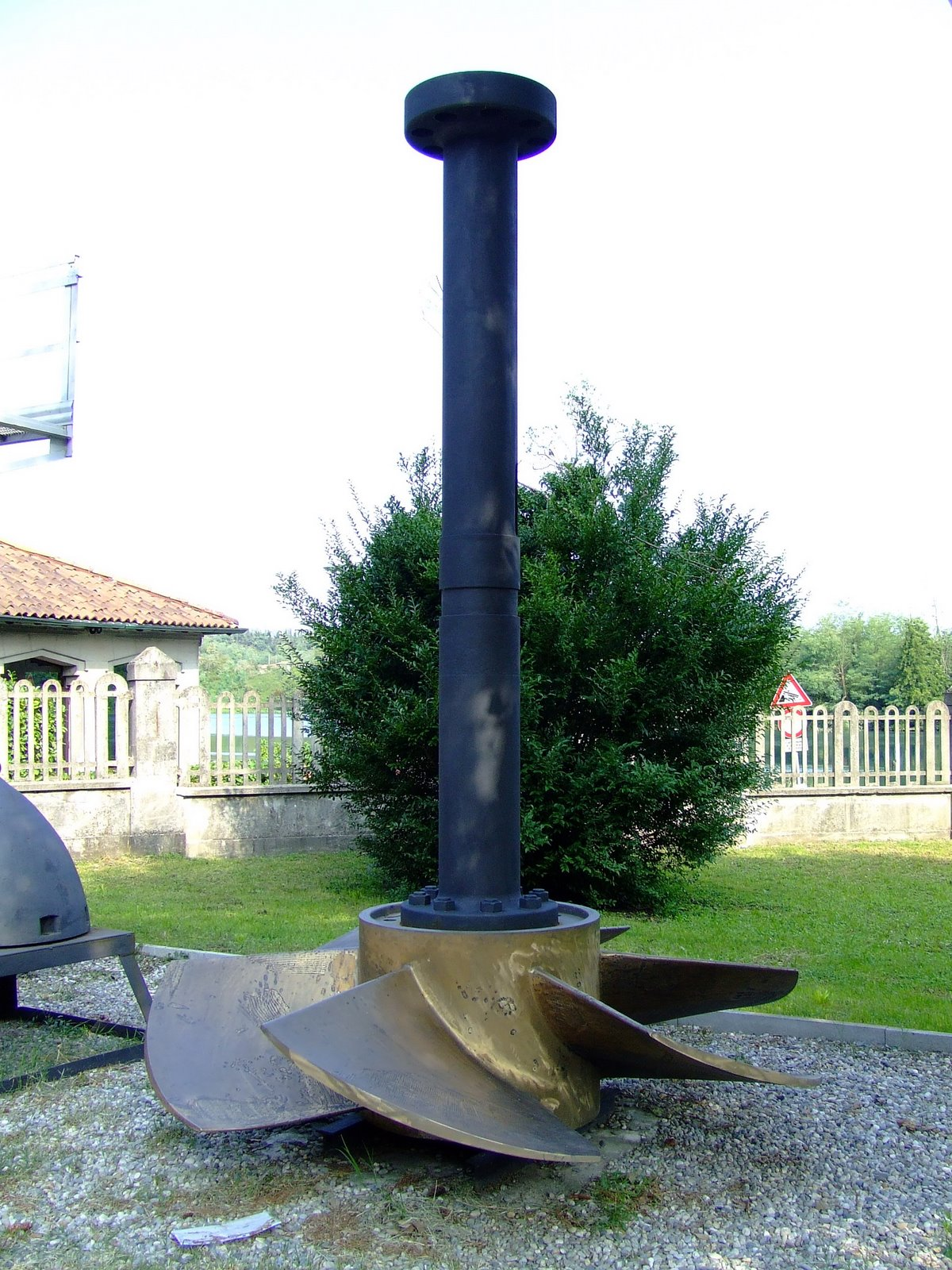
Turbina di nuova generazione della Centrale Taccani
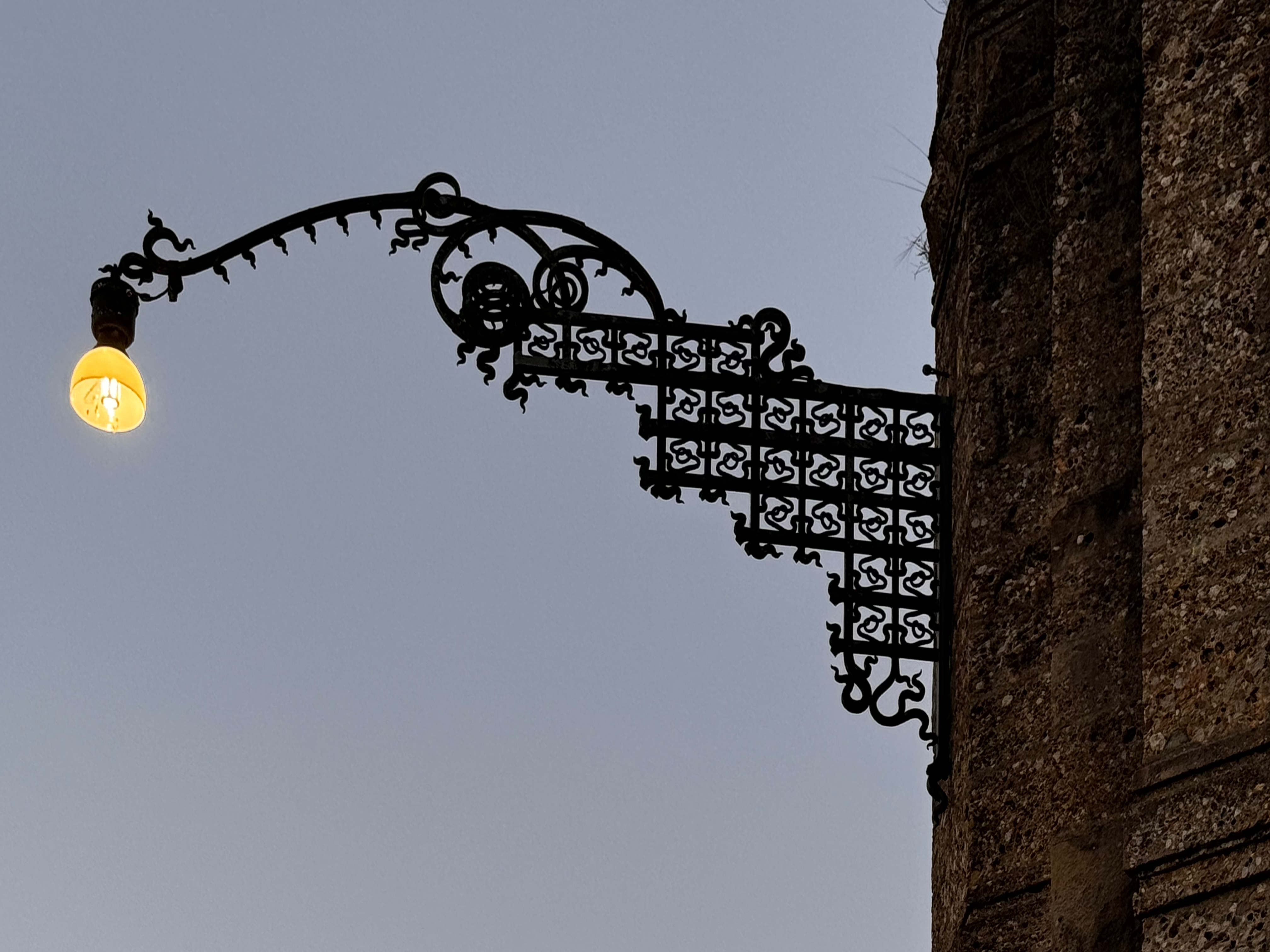
Lampione
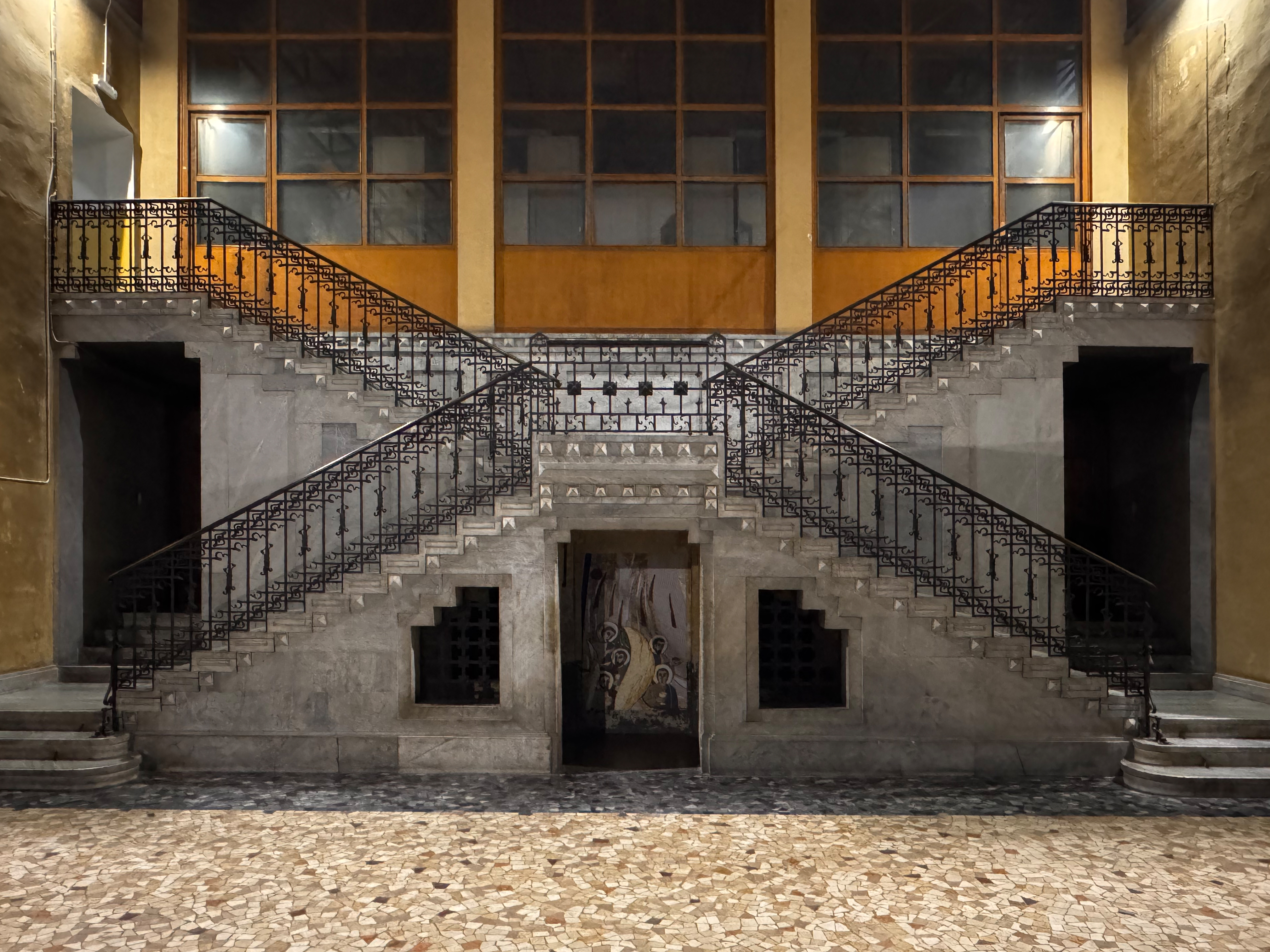
Scalinata
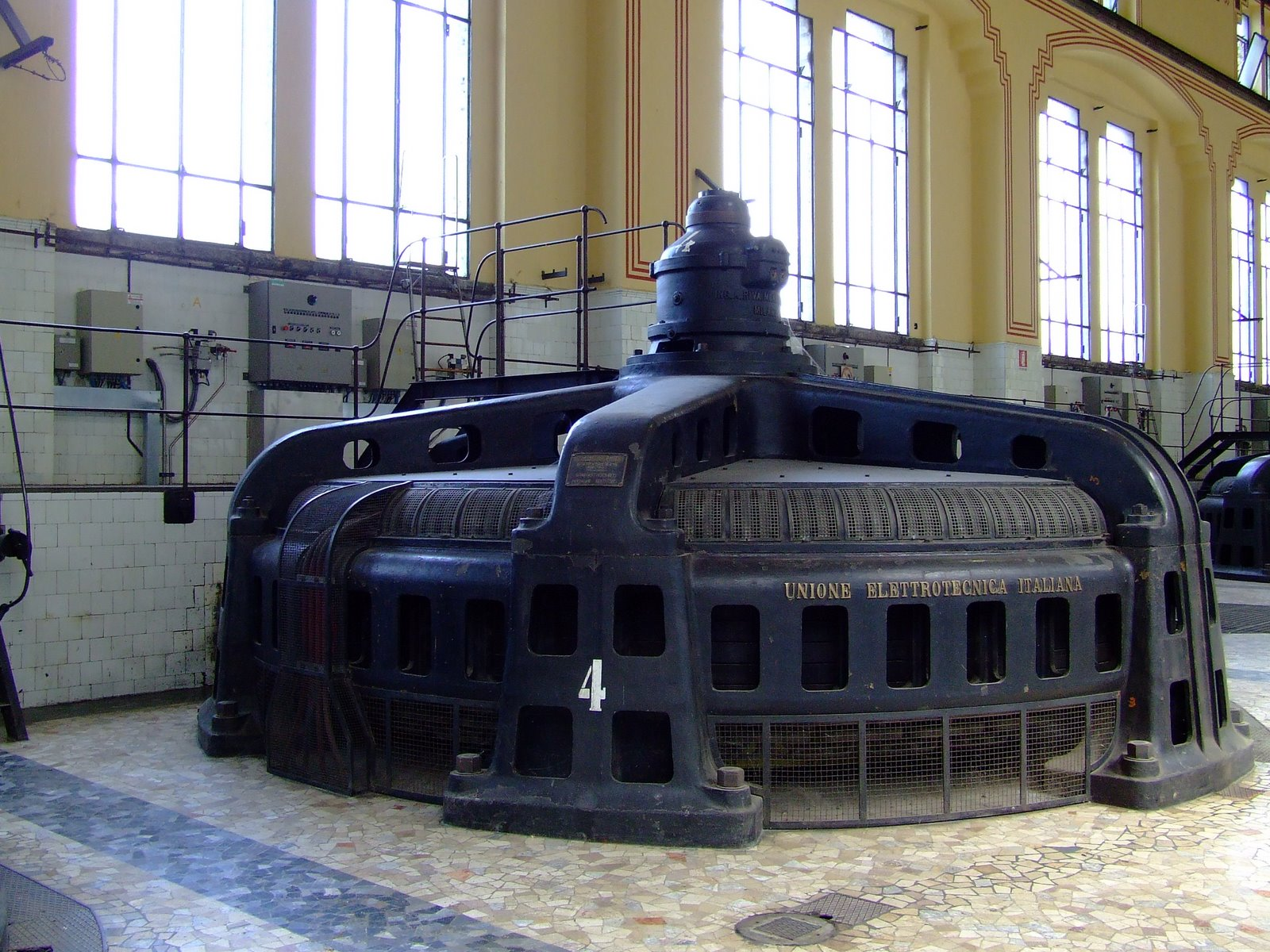
Alternatore nella sala macchine
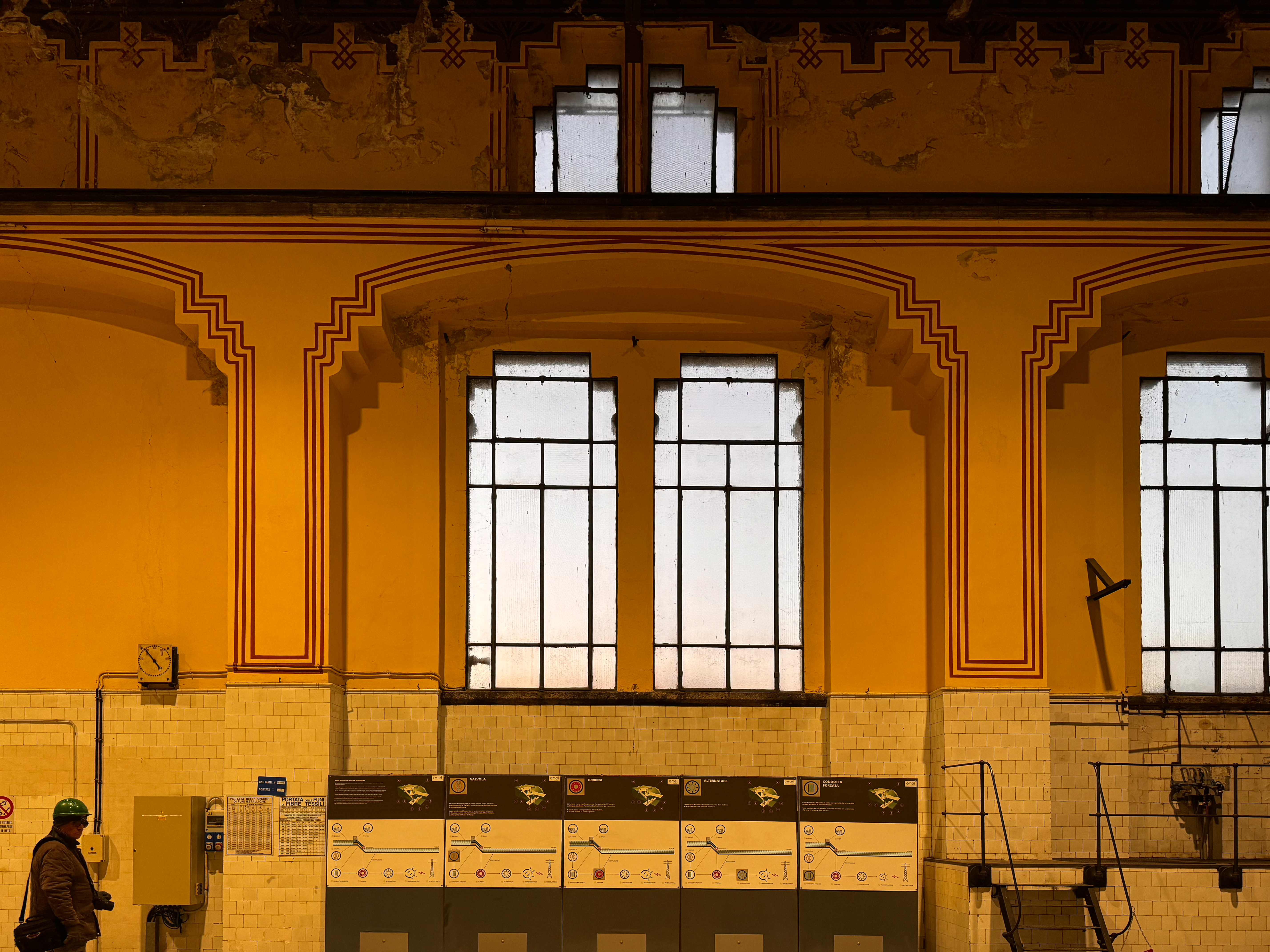
Finestre nella sala macchine
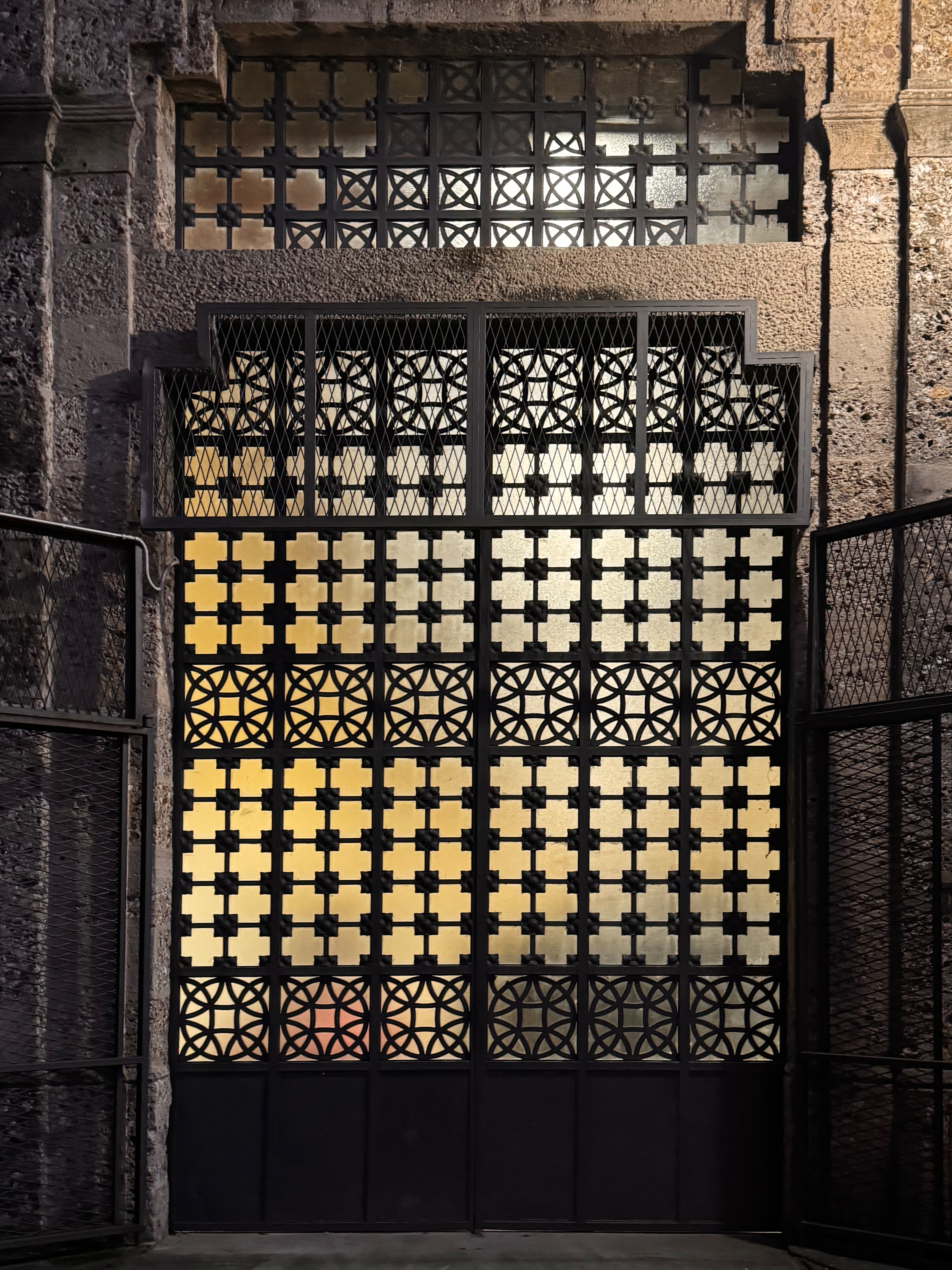
Portale